# Jean and the Calico Doll
Jean and the Calico Doll è un cortometraggio muto del 1910 diretto da Laurence Trimble (con il nome Larry Trimble), qui alla sua terza regia. Jean the Dog era il suo cane, una Border Collie al suo debutto sullo schermo. Jean diventerà una delle primissime star canine del cinema, girando 18 pellicole in tre anni di attività.

## Produzione
Il film fu prodotto dalla Vitagraph Company of America.

## Distribuzione
Distribuito dalla General Film Company, il film - un cortometraggio di una decina di minuti - uscì nelle sale cinematografiche statunitensi il 30 agosto 1910.